# چوروک‌لو (دینار)
چوروک‌لو (به ترکی استانبولی: Çürüklü) یک منطقهٔ مسکونی در ترکیه است که در دینار (شهر) واقع شده‌است.